# Christmas for All
Christmas for All − trzynasty album studyjny zespołu The Kelly Family.
Nagrania w Polsce uzyskały certyfikat złotej płyty.

## Lista utworów
1. "One More Happy Christmas" (śpiew: Paddy) - 3:43
2. "Santa Maria" (śpiew: John, Angelo) - 3:08
3. "White Christmas" (śpiew: John, Paddy, Joey, Patricia, Jimmy) - 3:09
4. "Peces" (śpiew: Kathy, John, Patricia, Jimmy, Barby, Joey, Paddy) - 3:48
5. "Rudolph, The Rednosed Reindeer" (śpiew: Joey, Paddy) - 3:06
6. "Two Front Teeth" (śpiew: Maite) - 2:20
7. "First Noel" (śpiew: Papa Dan) - 3:15
8. "Santa Maria (wersja hiszpańska)" (śpiew: John, Kathy, Paddy) - 3:09
9. "Ave Maria" (śpiew: Angelo) - 3:55
10. "Oh Holy Night" (śpiew: Patricia) - 2:30
11. "Chi-qui-rri-tin" (śpiew: Kathy, Patricia) - 3:21
12. "Who'll Come With Me" (śpiew: Angelo) - 3:49
13. "Jingle Bells" (śpiew: Paddy, Angelo, Papa Dan, Maite) - 2:59
14. "Little Drummer Boy" (śpiew: Angelo) - 2:43
15. "We Are The World" (śpiew: John, Patricia, Jimmy, Angelo, Maite, Joey, Barby, Paddy, Kathy) - 5:22
16. "An Angel (wersja hiszpańska)" (śpiew: Paddy, Kathy) - 3:46
17. "Santa Maria" (śpiew: Papa Dan) - 1:17

### Utwory bonusowe
W edycji holenderskiej dodano bonusowo dwa utwory:
1. "Santa Maria (wer. hiszp.)" (śpiew: John, Patricia, Paddy) - 3:09
2. "An Angel (wer. hiszp.)" (śpiew: Paddy, Kathy) - 3:46

## Miejsca na listach przebojów w 1995/1996 roku
| Kraj       | Miejsce na liście |
| ---------- | ----------------- |
| Austria    | 1                 |
| Niemcy     | 2                 |
| Szwajcaria | 2                 |